# Petnjik
Petnjik es un pueblo ubicado en el municipio de Berane, en Montenegro.

## Demografía
Hasta 2011 la población era de 583 habitantes, conformada por 170 hogares y 206 viviendas.
| 561                                                              | 610 | 607 | 634 | 692 | 737 | 669 | 583 |
| (Fuente: Population statistics of Eastern Europe & former USSR.) |     |     |     |     |     |     |     |

| Etnicidad                                           | Número | Porcentaje |
| --------------------------------------------------- | ------ | ---------- |
| Serbios                                             | 454    | 67,86 %    |
| Montenegrinos                                       | 184    | 27,50 %    |
| Macedonios                                          | 1      | 0,14 %     |
| Otros                                               | 30     | 4,48 %     |
| Fuente: Republic of Montenegro. Statistical Office. |        |            |